# جوزف کنی
جوزف کُنی (انگلیسی: Joseph Kony؛ زاده ۱۹۶۱) رهبر گروه شبه‌نظامی ارتش مقاومت پروردگار است. او درصدد براندازی حکومت در اوگاندا و استقرار حکومت دینی بر مبنای ده فرمان است.

## فعالیت‌های نظامی
جوزف کنی مبارزات نظامی خود را در سال ۱۹۹۲ میلادی با هدف تأسیس یک حکومت دینی در اوگاندا آغاز کرد. گروه او توسل به خشونت را مجاز می‌داند و به خصوص به تجاوز جنسی، شکنجه و قتل برای از بین‌بردن مخالفان یا ارعاب مردم و وادار کردن آنان به همکاری متوسل می‌شود.
از فعالیت‌های جوزف کنی می‌توان به آدم‌ربایی به خصوص کودکان اوگاندایی نام برد. وی پس از ربودن کودکان آن‌ها را برده خود کرده و از پسران نوجوان به عنوان سرباز استفاده کرده و آن‌ها را مجبور به کشتن والدین خود کرده همچنین پس از تجاوز به دختران آن‌ها را مجبور کرده که به عنوان زنان هرزه به دست سربازان اجباری داده و سربازان را نیز مجبور به تجاوز به این دختران کرده تا بتواند از فرزندان آن‌ها نیز در آینده استفاده کند. تا چند سال پیش اسم جوزف کنی به گوش هیچ‌کس دیگر بجز خود مردم اوگاندا نرسیده بود اما پس از فرار چند نوجوان اوگاندایی از دست او با گروهی از مردم آمریکا ملاقات کردند، این دسته از مردم با وجود تلاش بیش از حد خود نیز نتوانستند دولت آمریکا را راضی کنند که برای کمک به این کودکان دست به عمل زنند، اما مردمی که از کارهای وی آگاه شده بودند دست از تلاش نکشیدند و در شبکه‌های اجتماعی و دیگر جاها شروع به جمع‌آوری امضاهای مردم کردند. به این صورت بود که مردم بیشتر و بیشتر در مورد جوزف کنی آشنا شدند و نتیجه تلاش بی‌وقفه این گروه از مردم سرانجام به نتیجه رسید و توانستند دولت آمریکا را وادار به کمک کنند.

## صدور حکم بازداشت بین‌المللی
دیوان کیفری بین‌المللی مستقر در لاهه، در ۶ مه ۲۰۰۵، حکم بازداشت جوزف کنی و چهار تن دیگر از رهبران ارتش مقاومت پروردگار را به اتهام ارتکاب «جنایات جنگی و جنایت علیه بشریت» صادر کرد.